# Liste der Bodendenkmäler in Nußdorf am Inn
Auf dieser Seite sind die Bodendenkmäler in der oberbayerischen Gemeinde Nußdorf am Inn zusammengestellt. Diese Tabelle ist eine Teilliste der Liste der Bodendenkmäler in Bayern. Grundlage ist die Bayerische Denkmalliste, die auf Basis des Bayerischen Denkmalschutzgesetzes vom 1. Oktober 1973 erstmals erstellt wurde und seither durch das Bayerische Landesamt für Denkmalpflege geführt wird. Die folgenden Angaben ersetzen nicht die rechtsverbindliche Auskunft der Denkmalschutzbehörde.

## Bodendenkmäler der Gemeinde Nußdorf am Inn

### Bodendenkmäler in der Gemarkung Nußdorf a.Inn
| Lage                     | Objekt | Akten-Nr.     | Bild |
| ------------------------ | --- | ------------- | ---- |
| Nußdorf a.Inn (Standort) | Grabhügel mit Bestattungen der Bronzezeit. | D-1-8238-0163 |      |
| Nußdorf a.Inn (Standort) | Burgstall des hohen und späten Mittelalters (Burg Ramsau). Siehe auch: Burg Ramsau | D-1-8238-0165 |      |
| Nußdorf a.Inn (Standort) | Brandgräber der späten Bronzezeit und Urnenfelderzeit, verebnete Grabhügel vorgeschichtlicher Zeitstellung sowie Siedlung der römischen Kaiserzeit.                                                                              | D-1-8238-0180 |      |
| Nußdorf a.Inn (Standort) | Untertägige mittelalterliche und frühneuzeitliche Befunde und Funde im Bereich der Katholischen Pfarrkirche St. Vitus in Nußdorf am Inn und ihrer Vorgängerbauten. Siehe auch: St. Vitus (Nußdorf am Inn)                        | D-1-8238-0284 |      |
| Nußdorf a.Inn (Standort) | Untertägige mittelalterliche und frühneuzeitliche Befunde und Funde im Bereich der Katholischen Filial- und Wallfahrtskirche St. Leonhard in Nußdorf am Inn und ihrer Vorgängerbauten. Siehe auch: St. Leonhard (Nußdorf am Inn) | D-1-8238-0285 |      |
| Nußdorf a.Inn (Standort) | Siedlungs vorgeschichtlicher Zeitstellung, unter anderem der Latènezeit. | D-1-8238-0302 |      |
| Nußdorf a.Inn (Standort) | Siedlung vorgeschichtlicher Zeitstellung. | D-1-8238-0303 |      |
| Nußdorf a.Inn (Standort) | Grabhügel vorgeschichtlicher Zeitstellung. | D-1-8238-0304 |      |
| Nußdorf a.Inn (Standort) | Körpergräber des frühen Mittelalters. | D-1-8239-0001 |      |
| Nußdorf a.Inn (Standort) | Burgstall hohen und späten Mittelalters (Klammenstein). Siehe auch: Burg Klammenstein | D-1-8239-0002 |      |
| Nußdorf a.Inn (Standort) | Untertägige frühneuzeitliche Befunde und Funde im Bereich der Katholischen Filial- und Wallfahrtskirche Mariä Heimsuchung in Kirchwald und der zugehörigen Eremitenklause. Siehe auch: Mariä Heimsuchung (Kirchwald)             | D-1-8239-0167 |      |
| Nußdorf a.Inn (Standort) | Grabhügel vorgeschichtlicher Zeitstellung. | D-1-8239-0170 |      |
| Nußdorf a.Inn (Standort) | Untertägige frühneuzeitliche Befunde im Bereich der Katholischen Filialkirche Hl. Kreuz bei Windshausen. | D-1-8239-0171 |      |